# بدایع الافکار فی صنایع الاشعار
بدایع الافکار فی صنایع الاشعار کتابی دربارهٔ صناعات شعری به زبان فارسی از حسین واعظ کاشفی است.
جلال‌الدین کزازی آن را تصحیح کرده است.
این کتاب به «امیر سید حسین» تقدیم شده است که جلال‌الدین کزازی، منظور از او را سلطان حسین بایقرا می‌داند.